# Thrypticomyia sparsiseta
Thrypticomyia sparsiseta är en tvåvingeart som först beskrevs av Alexander 1947.  Thrypticomyia sparsiseta ingår i släktet Thrypticomyia och familjen småharkrankar. Inga underarter finns listade i Catalogue of Life.